# Troels Wörsel
Troels Wörsel, né le 10 novembre 1950 à Aarhus (Danemark) et mort le 12 décembre 2018 à Cologne (Allemagne), est un artiste peintre danois qui est actif à Cologne et à Pietrasanta, dans la province de Lucques en Toscane (Italie).

## Biographie
Troels Wörsel naît à Aarhus, au Danemark. Il est autodidacte et, dans les années 1970, il s'intéresse à la pop et à l'art conceptuel. Des questions philosophiques telles que la relation entre l'espace et le temps caractérisent son art. En 1981, il contribue à l'exposition pionnière Rundschau Deutschland à Munich et à Cologne et au Bildwechsel à l'Akademie der Künste de Berlin.
Il représente le Danemark à la cinquante-deuxième Biennale de Venise en 2007<.
Il meurt en 2018 à Cologne, en Allemagne.

## Dans les collections muséales
Le travail de Troels Wörsel est exposé au Museum of Modern Art de New York et au Centre Pompidou à Paris,.

## Récompenses et distinctions
- 1995 : médaille Eckersberg ;
- 2002 : premier prix Carnegie Art Award ;
- 2004 : médaille Thorvaldsen.